# Принцеса Арете
„Принцеса Арете“ (на японски: アリーテ姫) е японски детски анимационен филм от 2001 година на режисьора Сунао Кутабучи по негов собствен сценарий, базиран на книгата „Умната принцеса“ (1983) на Даяна Коулс.
В центъра на сюжета е принцеса, която не е въодушевена от желанието на баща си да ѝ намери жених и отхвърля поредица кандидати. След това тя е отвлечена в кулата му от магьосник, който се опитва да контролира съзнанието ѝ, но открива начин да освободи себе си и контролираното от магьосника съседно селище.